# Endasys arkansensis
Endasys arkansensis är en stekelart som beskrevs av Luhman 1990. Endasys arkansensis ingår i släktet Endasys och familjen brokparasitsteklar. Inga underarter finns listade i Catalogue of Life.